# Seenotrettungsstation Laboe
Die Seenotrettungsstation Laboe ist eine Station der Deutschen Gesellschaft zur Rettung Schiffbrüchiger (DGzRS) an der Ostsee in Schleswig-Holstein. Für die Seenotrettung im Überwachungsgebiet von Kieler Förde und dem Kiel-Ostsee-Weg in Richtung Fehmarnbelt und Großen Belt hat die DGzRS einen Seenotkreuzer (SK) im Gewerbehafen von Laboe stationiert. Besetzt wird das Schiff von einer 4-köpfigen Crew, die ständig einsatzbereit an Bord lebt. Der starke Schiffsverkehr durch den verkehrsreichen Nord-Ostsee-Kanal sowie das beliebte Segelrevier der Förde hat dazu geführt, das die Station die einsatzreichste bei der DGzRS ist.

## Einsatzgebiet und Zusammenarbeit
Das Revier der Seenotretter ist die Kieler Bucht zwischen Schleimünde und der Insel Fehmarn. Hier verlaufen die wichtigen und stark befahrenen Schifffahrtswege von und zu den Kieler Häfen und dem Nord-Ostsee-Kanal. Bestimmend sind die Fähr-, Fracht- und Kreuzfahrtschiffe in Richtung Ostseehäfen. Daneben kreuzen Fischkutter und Freizeitboote die Routen der Großschifffahrt. Durch das gegenüber liegende Olympiazentrum Schilksee und die anderen Marinas an der Förde sind besonders viele Segelboote im Revier unterwegs. Zusätzlich starten von den Ufern kleine Angelboote. Für die kleineren Boote können die Seenotretter von Schilksee mit ihrem Seenotrettungsboot Hilfe leisten, mit denen die Retter aus Laboe eng zusammenarbeiten. Wegen der dichten Verkehrsbelegung werden im Revier an der Ostseeküste Schleswig-Holsteins die meisten Einsätze bei der DGzRS notwendig.
Bei umfangreicheren Rettungs- oder Suchaktionen im Revier erfolgt eine gegenseitige Unterstützung der benachbarten Stationen:
- Kreuzer der Seenotrettungsstation Olpenitz
- Boot der Seenotrettungsstation Eckernförde
- Boot der Seenotrettungsstation Schilksee
- Boot der Seenotrettungsstation Lippe/Weißenhaus

Nach den Olympischen Spielen 1972 mit den Segelwettbewerben vor Schilksee sah man bei der DGzRS die Notwendigkeit für eine weitere Station an der Kieler Förde, um in dem großen Segelrevier bei Seenotfällen schnell helfen zu können. Fünf Kilometer nordöstlich von Laboe wurde daher 1973 auf der Ostseite der Förde die Seenotrettungsstation Wendtorf eingerichtet und mit dem  Seenotrettungsboot DOORTJE aus Laboe ausgestattet. Jedoch zeigte die Einsatzstatistik keinen größeren Bedarf, sodass nach 14 Jahren die Station in der Marina wieder geschlossen wurde. Die DOORTJE versah anschließend noch 1 Jahr Dienst auf der Station in Brunsbüttel und schied dann aus dem Rettungsdienst. Das Seegebiet zwischen Wendtorf und Schilksee kann derzeit mit dem neuen 8,9-Meter Boot JÜRGEN HORST in fünf Minuten bewältigt werden.

## Alarmierung
Insgesamt stehen der Station neun hauptamtliche Kräfte zur Verfügung, die sich im 14-tägigen Rhythmus ablösen. Sie erhalten bei Bedarf Unterstützung durch Freiwillige, die lange Zeit zusätzlich ein Seenotrettungsboot besetzten. Während der Dienstzeit hören die vier Seenotretter laufend den Schiffsfunk mit, um im Notfall sofort auslaufen zu können. Die Alarmierung erfolgt ansonsten durch die Zentrale der DGzRS in Bremen, wo die Seenotleitung Bremen (MRCC Bremen) ständig alle Alarmierungswege für die Seenotrettung überwacht.

## Aktuelle Rettungseinheit
An der Südmole im Fischereihafen von Laboe liegt seit Januar 2017 der zweite Neubau eines Seenotkreuzers der 28-Meter-Klasse. Als BERLIN ist er mit dem gleichen Namen wie sein Vorgänger unterwegs. Die DGzRS würdigt damit die Verbundenheit vieler Berliner mit den Seenotrettern. Auch das Tochterboot STEPPKE, dessen Name in Berliner Mundart einen pfiffigen Jungen bezeichnet, trägt wieder diesen Namen.
Der Neubau stammt von der Fassmer-Werft in Berne und ist wie alle modernen Seenotrettungskreuzer der DGzRS als Selbstaufrichter konstruiert, sodass er nach einer Kenterung wieder von selbst in die aufrechte Schwimmlage kommt. Gegenüber den älteren SK besitzen diese Schiffe eine vollständig geschlossene Brücke, die der Besatzung eine größere Sicherheit bietet und die technische Ausrüstung besser schützt. Durch das Datenbussystem an Bord können sämtliche Funktionen von dort aus überwacht und gesteuert werden. Dabei sind die vier Besatzungsmitglieder in der Lage auf allen Positionen die notwendigen Tätigkeiten auszuführen. Verantwortlicher Schiffsführer ist in jedem Fall der Vormann. Mit fast 4000 PS erreicht der Kreuzer eine Fahrgeschwindigkeit von 24 Knoten und hat dabei eine Reichweite bis zu 600 Seemeilen (rund 1100 km).

## Geschichte

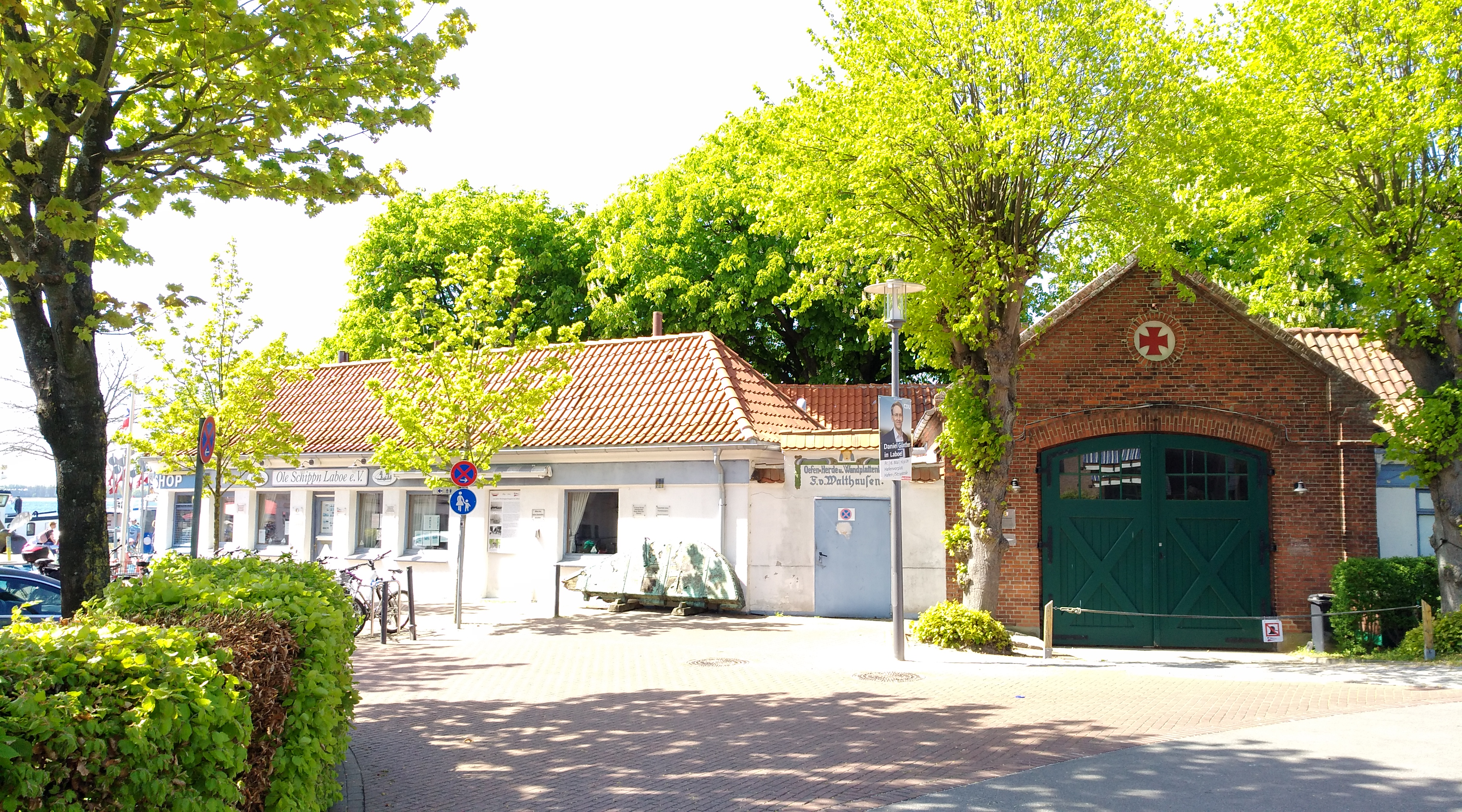
Rettungsschuppen 1894

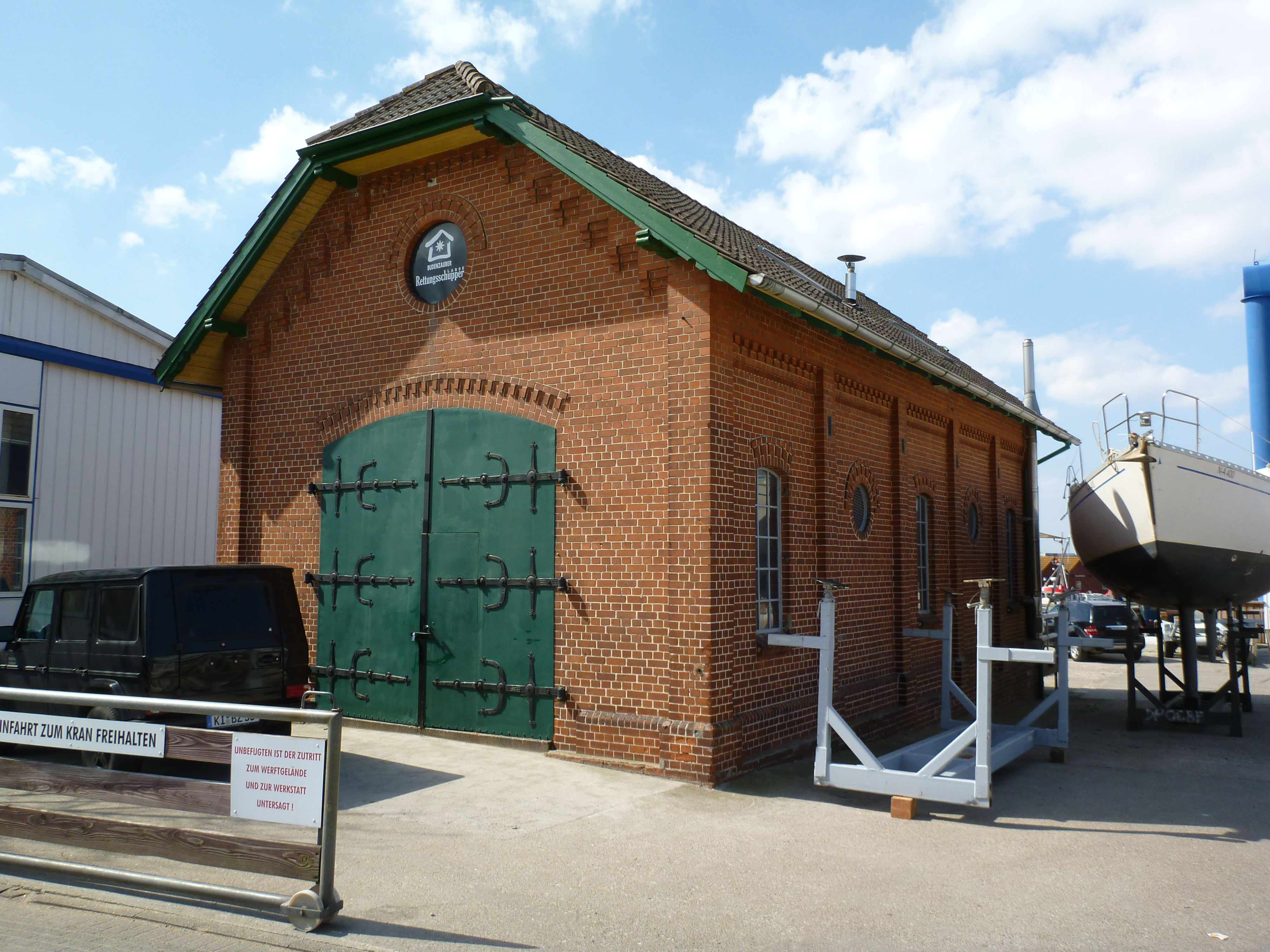
Rettungsschuppen 1911

Gemäß der Intension des Kieler Gründungsvereins wurde 1894 eine Seenotrettungsstation an der Kieler Bucht eingerichtet. Sie war die erste Station an diesem Teil der Ostseeküste. Neben dem vorhandenen Marinestützpunkt und wichtigen Ostseehafen Kiel war für die Errichtung der neuen Station sicher auch der Bau des Kaiser-Wilhelm-Kanals und seine Eröffnung am 20. Juni 1895 Ausschlag gebend. Der unter Denkmalschutz stehende Rettungsschuppen von damals kann heute noch am Hafenplatz Ecke Strandstraße in Laboe in Augenschein genommen werden. Wie seinerzeit üblich stationierte die DGzRS ein deutsches Standard-Ruderrettungsboot, das auf den Namen WALTER WOLFGANG ERNST getauft wurde. Für den auf See gebliebenen Sohn hatte seine Mutter einen Großteil der Kosten gespendet.
Genau zur Jahrhundertwende wurde Laboe Doppelstation durch die Anlieferung eines Raketenapparats, für dessen Handhabung die Gesellschaft extra einen Übungsmast errichtete. Dadurch konnte nun auch von Land aus Hilfe geleistet werden. Neun Jahre später stand ein neues 8,5-Meter-Boot einschließlich des dafür notwendigen Transportwagens zur Verfügung. Gut 100 Meter südlich an der Hafenstraße konnte 1911 ein neuer Rettungsschuppen mit Slipanlage für das Boot in Betrieb genommen werden. Der heute als Lager für einen Schiffsausrüster dienende Schuppen aus Backstein zeigt noch immer die zwei großen DGzRS-typischen Tore mit der runden Aussparung im Giebel für das Hansekreuz.
Noch im gleichen Jahr war ein besonderer Moment in der Geschichte der DGzRS, denn die Station in Laboe erhielt im März 1911 das erste Motorrettungsboot der Gesellschaft. Die OBERINSPECTOR PFEIFER hatte einen 15-PS-Benzinmotor aus England und konnte damit eine Geschwindigkeit von rund 6 Knoten erreichen. Die guten Erfahrungen und besseren Leistungen gegenüber den Segelrettungsbooten führte zu weiteren Motorisierungen von vorhandenen Segel- und Ruderrettungsbooten der DGzRS.
Die technische Innovation führte 1913 zum Einbau einer elektrischen Lichtanlage samt Suchscheinwerfer und 1927 erhielt die OBERINSPECTOR PFEIFER einen kompressorlosen Dieselmotor mit 24 PS. Das Motorboot blieb bis 1933 in Laboe und fand eine neue Bleibe auf der Station in Maasholm, von wo es 1936 zur Reserveflotte wechselte. Die weiteren Motorrettungsboote der Station Laboe sind in der folgenden Tabelle enthalten. Davon war das Mahagoni-Boot KRC 305 HEINRICH WIESE mit 27 Jahren am längsten auf der Station. Nach ihrer Ausmusterung 1971 setzte die DGzRS ihre neu geschaffenen Seenotrettungsboote der 7-Meter-Klasse in Fahrt, von denen die freiwilligen Seenotretter in Laboe die DOORTJE und die SWANTJE erhielten. Seit 2014 gibt es aber kein separates Boot mehr für die Freiwilligen, die nun bei Gelegenheit und zur Ausbildung auf dem Seenotkreuzer mitfahren können.

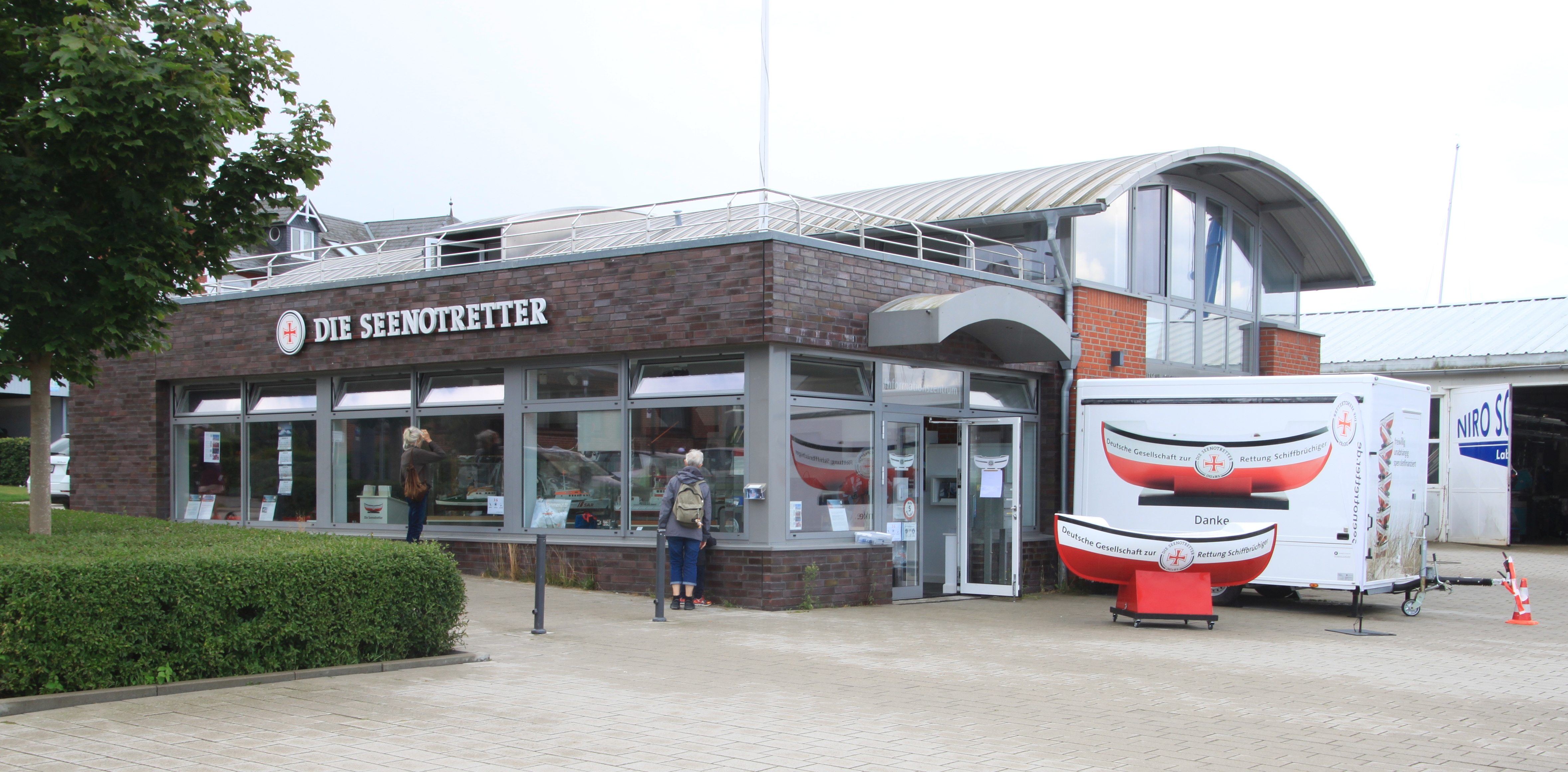
Das Informationszentrum Am Gewerbehafen

Die DGzRS konnte 1997 am Gewerbehafen einen neuen Rettungsschuppen in Betrieb nehmen. In einem Anbau des Stationsgebäudes wurde 2015 das Informationszentrum der Gesellschaft für Schleswig-Holstein untergebracht. In dieser zentralen Lage in der Nähe des Seenotrettungskreuzers soll verstärkt auf die wichtige Arbeit der Seenotretter aufmerksam gemacht werden, um dies möglichst vielen Menschen näher zu bringen.

## Stationierte Rettungseinheiten
| Stationierung von Motorrettungsbooten             | Stationierung von Motorrettungsbooten | Stationierung von Motorrettungsbooten | Stationierung von Motorrettungsbooten | Stationierung von Motorrettungsbooten | Stationierung von Motorrettungsbooten | Stationierung von Motorrettungsbooten | Stationierung von Motorrettungsbooten |
| Zeitraum                                          | Schiffsname                           | Reg.-Nr.                              | Länge oder Klasse                     | Anz. Motoren ges. Leistung            | Geschw.                               | vorige Station                        | Verlegung nach oder Verbleib          |
| ------------------------------------------------- | ------------------------------------- | ------------------------------------- | ------------------------------------- | ------------------------------------- | ------------------------------------- | ------------------------------------- | ------------------------------------- |
| 1911 → 1931                                       | OBERINSPECTOR PFEIFER                 | KR I                                  | 10,0 Meter                            | 1 → 15 PS/24 PS                       | 6,0 kn                                | Neubau                                | → Maasholm                            |
| 1931 → 1944                                       | ULLA                                  | KRD 413                               | 11,0 Meter                            | 1 → 28 PS/50 PS                       | 7,5 Kn                                | von Maasholm                          | → Travemünde                          |
| 1944 → 1971                                       | HEINRICH WIESE (ab 1962)              | KRC 305                               | 10-Meter-Serie                        | 1 → 60 PS                             | 8,0 kn                                | Neubau                                | → ausgemustert                        |
| 1945 → 1949                                       | ADALBERT KORFF (II)                   | KRD 446                               | 12,50 Meter                           | 1 → 110 PS                            | 8,5 kn                                | von List                              | → Station Ording                      |
| 1949 → 1960                                       | SPIEKEROOG                            | KRB 201                               | 10-Meter-Serie                        | 1 → 150 PS                            | 8,5 kn                                | von Neuharlingersiel                  | → ausgemustert                        |
| 1960 → 1963                                       | WESER (II)                            | KRB 209                               | 14-Meter-Serie                        | 1 → 150 PS                            | 8,5 kn                                | von Burgstaaken                       | → Wilhelmshaven                       |
| Stationierung von Seenotrettungsbooten (bis 2014) |                                       |                                       |                                       |                                       |                                       |                                       |                                       |
| 1971 → 1994                                       | SWANTJE                               | KRST 13                               | 7-m-Klasse (I)                        | 1 → 54 PS                             | 10,0 kn                               | Neubau                                | → verkauft                            |
| 1971 → 1973                                       | DOORTJE                               | KRST 12                               | 7-m-Klasse (I)                        | 1 → 54 PS                             | 10,0 kn                               | Neubau                                | → Wendtorf                            |
| 1994 → 2014                                       | BOTTSAND                              | SRB 45                                | 8,5-m-Klasse                          | 1 → 220 PS                            | 18,0 kn                               | Neubau                                | → ausgemustert                        |
| Stationierung von Seenotrettungskreuzern          |                                       |                                       |                                       |                                       |                                       |                                       |                                       |
| 1963 → 1985                                       | THEODOR HEUSS                         | KRS 2                                 | 23,2-Meter-Klasse                     | 3 → 1.750 PS                          | 20,0 kn                               | von Borkum                            | ausgemustert                          |
| 1985 → 2018                                       | BERLIN (I)                            | KRS 14                                | 27,5-Meter-Klasse                     | 3 → 3.292 PS                          | 23,0 kn                               | Neubau                                | → ausgemustert                        |
| seit 2018                                         | BERLIN (II)                           | SK 36                                 | 28-Meter-Klasse                       | 2 → 3.916 PS                          | 24,0 kn                               | Neubau                                | auf Station                           |

Quellen:

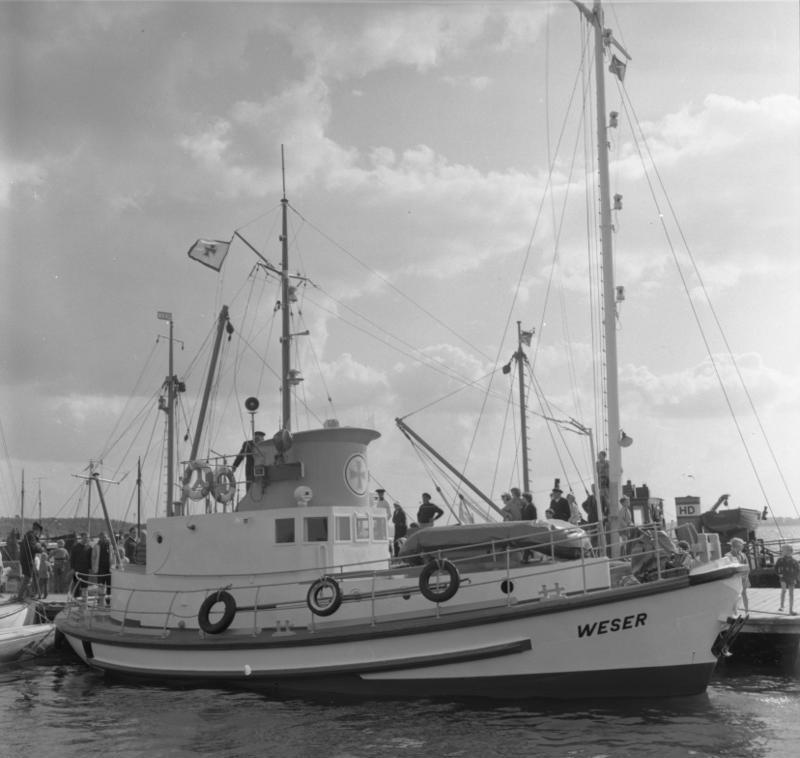
MRB WESER (II)
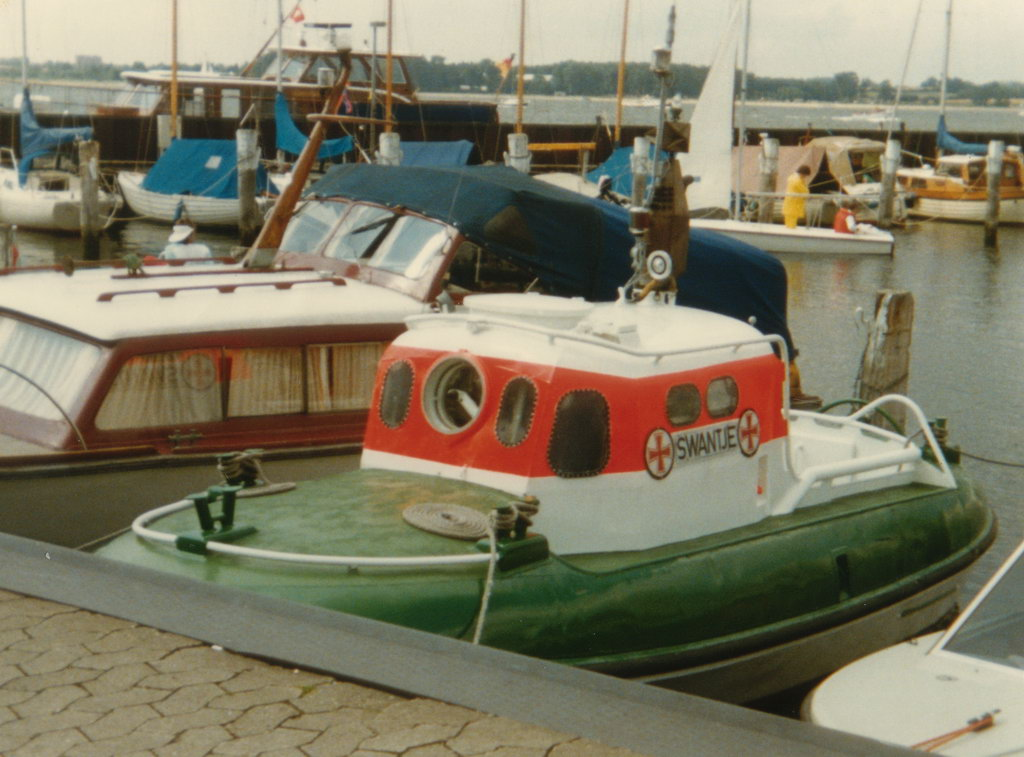
SRB SWANTJE am Anleger in Laboe
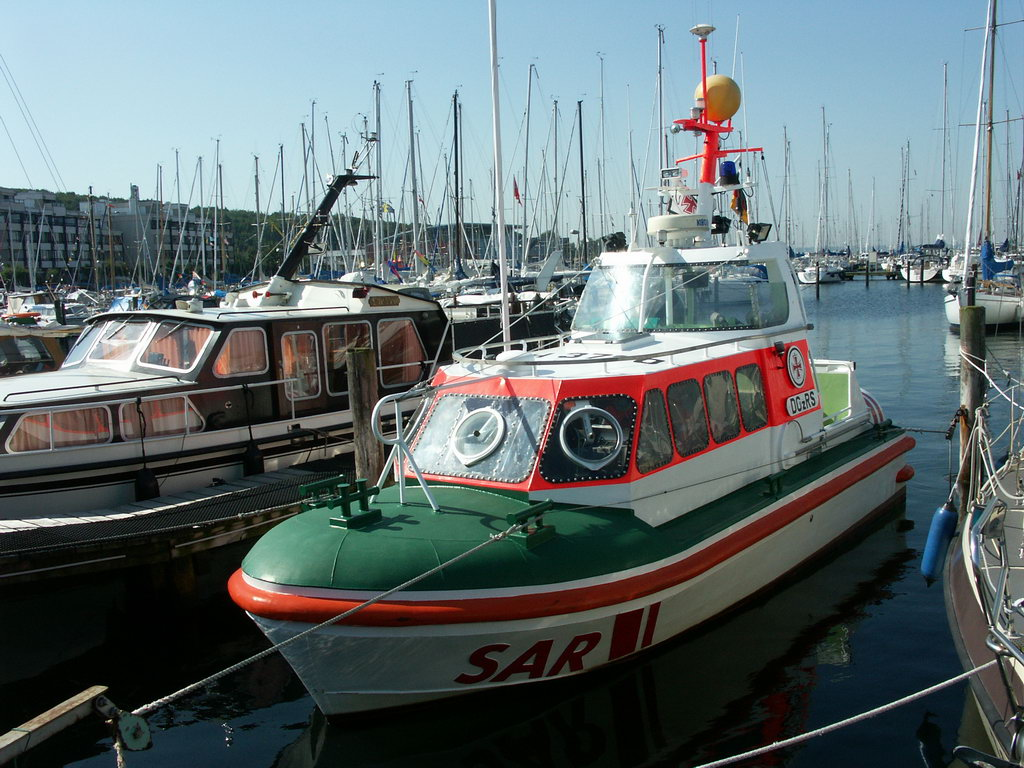
SRB BOTTSAND
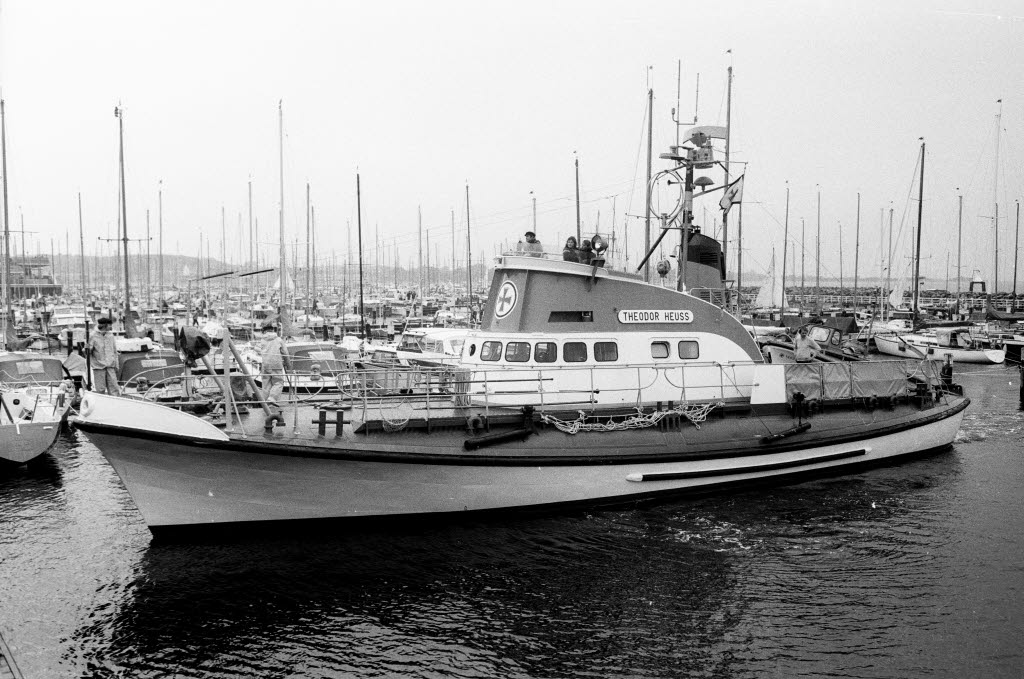
SRK THEODOR HEUSS
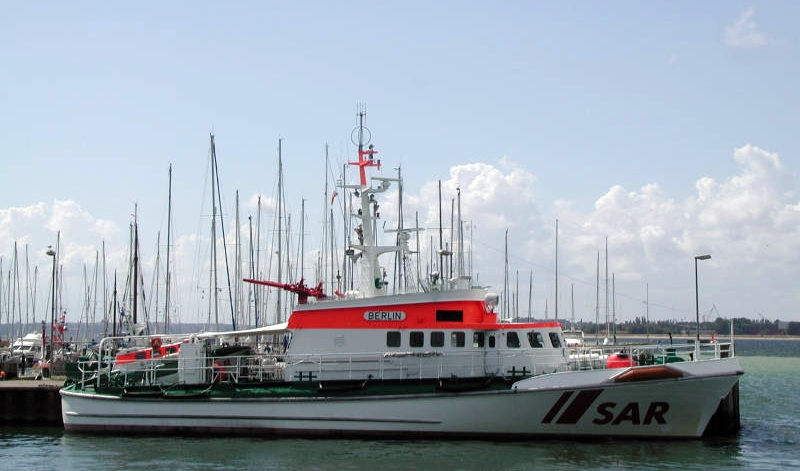
SRK BERLIN (I)